# Monarchie bahaméenne
La monarchie bahaméenne est le régime politique en vigueur aux Bahamas, dont le chef d'État est un monarque désigné selon le principe héréditaire. L'actuel monarque bahaméen est le roi Charles III, qui est également roi de quatorze autres royaumes appelés royaumes du Commonwealth. Comme le monarque ne demeure pas aux Bahamas, il délègue ses fonctions au gouverneur général des Bahamas (actuellement Dame Cynthia A. Pratt, depuis le 1er septembre 2023).
Bien que la personne du monarque soit partagée avec 14 autres États souverains du Commonwealth, les monarchies de ces pays sont séparées et juridiquement distinctes. En conséquence, le souverain actuel est officiellement titré roi des Bahamas et, à ce titre, lui et les autres membres de la famille royale assument diverses fonctions publiques et privées aux Bahamas, et au nom du pays à l'étranger. Le roi Charles III est cependant le seul membre de la famille royale à jouir d'un rôle constitutionnel. Si certaines fonctions appartiennent au seul monarque, la plupart de ses pouvoirs sont exercés par le gouverneur général.

## Histoire
Les origines historiques de la monarchie bahaméenne résident dans le colonialisme britannique, lorsque le Royaume-Uni a étendu son empire et a établi, au XVIIIe siècle, des colonies dans différentes parties du monde,. Progressivement, ces colonies reçoivent la souveraineté sur leur administration. Par le Statut de Westminster de 1931, tous ces États obtiennent une position complètement égale au sein du Commonwealth. Plusieurs anciennes colonies considèrent encore le monarque britannique comme leur souverain et sont aujourd'hui des royaumes du Commonwealth. En plus d'être le chef d'État nominatif de ces pays, le monarque est d'ailleurs le chef du Commonwealth. Bien que partageant le même souverain, les royaumes du Commonwealth sont des États indépendants les uns des autres, chacun possédant sa propre Couronne.

## Rôle constitutionnel
Le monarque des Bahamas est théoriquement investi des pouvoirs d'un monarque constitutionnel, mais dans les faits, tous ces pouvoirs sont exercés par le gouverneur général des Bahamas, représentant du roi, qui agit uniquement sur avis du Parlement et du gouvernement. Par conséquent, comme d'autres pays du Commonwealth, le pays est une monarchie parlementaire. Quelques fonctions doivent néanmoins être remplies spécifiquement par le monarque (par exemple donner la sanction royale à la nomination du gouverneur général) ou réclament à la fois l'accord du monarque et celui du gouverneur général. En outre, le roi n'intervient jamais directement dans les affaires politiques.

## Titre du roi

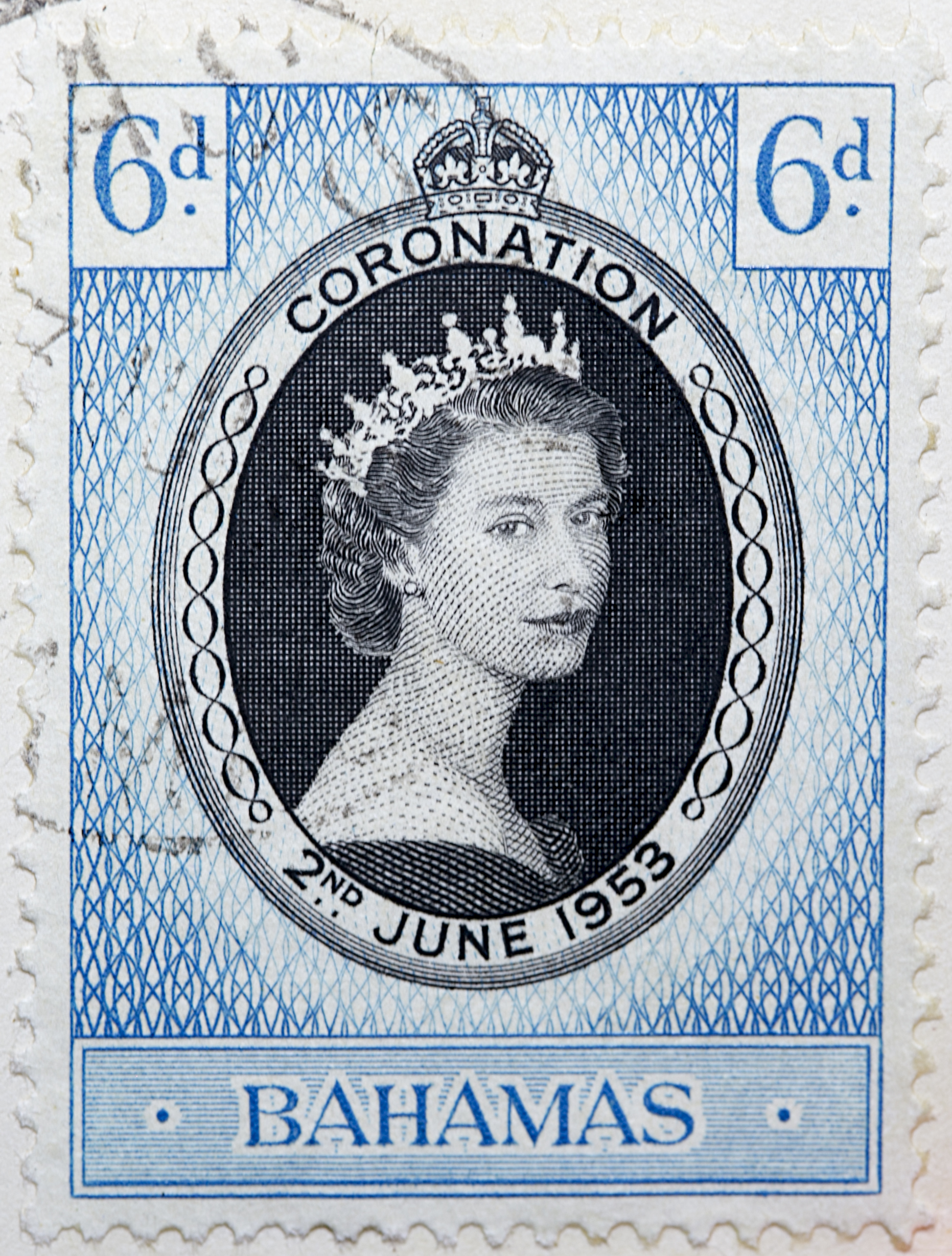
Timbre émis aux Bahamas à l'occasion du couronnement de la reine Élisabeth II (1953).

Si plusieurs monarques britanniques ont régné sur les Bahamas, aucun ne portait le titre spécifique et distinct de « monarque des Bahamas » avant l'indépendance du pays. En 1973, un nouveau titre royal est adopté, de façon à préciser que le monarque intervient en sa qualité spécifique de chef de l'État bahaméen et non en celle de monarque du Royaume-Uni. Le titre du roi Charles III est actuellement le suivant :
« Charles the Third, by the Grace of God, King of the Commonwealth of the Bahamas and of His other Realms and Territories, Head of the Commonwealth. »
« Charles Trois, par la grâce de Dieu, roi du Commonwealth des Bahamas et de ses autres royaumes et territoires, chef du Commonwealth. »

## Succession au trône
La succession au trône se fait par primogéniture absolue, conformément aux dispositions de l'Acte de succession à la Couronne de 2013 ainsi que de l'Acte d'Établissement de 1701 et de la Déclaration des droits de 1689. Ces textes, bien que votés à l'origine par le Parlement du Royaume-Uni, font partie du droit constitutionnel des Bahamas. L'héritier du trône britannique héritera donc également de la Couronne bahaméenne. L'héritier est actuellement le prince William, qui devrait devenir roi des Bahamas à la mort de son père.
Après le décès ou l'abdication d'un monarque, la coutume veut que l'avènement de son successeur soit proclamé publiquement dans le pays par le gouverneur général, quelques jours après sa proclamation au Royaume-Uni par le Conseil d'accession. La succession au trône étant automatique selon l'Acte d'Établissement de 1701, la proclamation intervient simplement pour confirmer l'identité du nouveau souverain. Après son accession au trône, le roi Charles III est ainsi officiellement proclamé roi des Bahamas le 11 septembre 2022, lors d'une cérémonie organisée devant le bâtiment du Parlement bahaméen à Nassau, dans les termes suivants :
« Whereas our late sovereign, Queen Elizabeth II, died on 8th day September 2022, by whose death the Crown of the Commonwealth of The Bahamas now and solely and rightfully comes to Prince Charles Philip Arthur George. Now therefore I, the Most Hon. Sir Cornelius Smith, Governor-General of the Commonwealth of The Bahamas, along with the President and Members of the Senate, the Speaker and Members of the House of Assembly, and the members of the late Majesty’s Privy Council in the realm of the Commonwealth of The Bahamas, with one voice and consent, publish and proclaim that King Charles III by the death of our sovereign Queen Elizabeth II, is now formally proclaimed sovereign of the Commonwealth of The Bahamas. Given under my hand and the public seal in the Commonwealth of The Bahamas at Government House in the City of Nassau this 11th day of September 2022 and the first year of His Majesty’s reign. God save the King. »
« Considérant que notre défunte souveraine, la reine Élisabeth II, est décédée le 8 septembre 2022, et que la Couronne du Commonwealth des Bahamas revient maintenant, uniquement et légitimement, au prince Charles Philip Arthur George. En conséquence, moi, le très honorable Sir Cornelius Smith, gouverneur général du Commonwealth des Bahamas, ainsi que le président et les membres du Sénat, le président et les membres de l'Assemblée, et les membres du Conseil privé de feu Sa Majesté dans le royaume du Commonwealth des Bahamas, d'une seule voix et d'un seul accord, publie et proclame que le roi Charles III, par le décès de notre souveraine la reine Élisabeth II, est maintenant officiellement proclamé souverain du Commonwealth des Bahamas. Sous mon seing et le sceau public du Commonwealth des Bahamas à Government House (en) dans la ville de Nassau, ce 11 septembre 2022 et la première année du règne de Sa Majesté. Dieu sauve le roi. »

## Force de défense royale des Bahamas
L'armée des Bahamas est officiellement appelée « Force de défense royale des Bahamas ». Formellement, le monarque est à la tête de la RBDF. La position de la Couronne au sommet de la force de défense se reflète dans les navires de la marine bahaméenne, qui portent le préfixe HMBS (His Majesty's Bahamian Ship, ou Her Majesty's Bahamian Ship quand le monarque est une femme, c'est-à-dire « Navire bahaméen de Sa Majesté »). En outre, tous les membres de la force de défense doivent prêter serment d'allégeance au monarque, à ses héritiers et successeurs. Le souverain et les autres membres de la famille royale assument également des obligations purement honorifiques reflétant la relation de la Couronne avec l'armée, notamment à travers la participation à des cérémonies militaires, à la fois dans le pays et à l'étranger.

## Liste des monarques bahaméens
| No | Portrait     | Nom                                             | Début de règne   | Fin de règne     |
| -- | ------------ | ----------------------------------------------- | ---------------- | ---------------- |
| 1  | Élisabeth II | Élisabeth II (21 avril 1926 – 8 septembre 2022) | 10 juillet 1973  | 8 septembre 2022 |
| 2  | Charles III  | Charles III (né le 14 novembre 1948)            | 8 septembre 2022 | En cours         |

## Visites royales

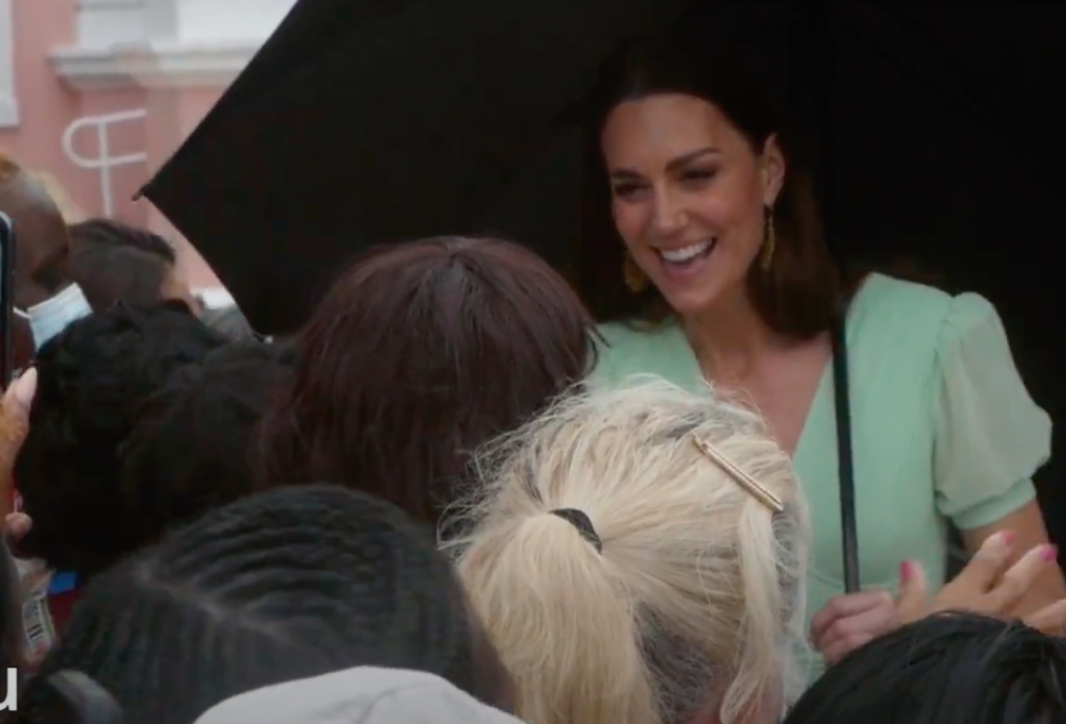
La duchesse de Cambridge salue une foule à Nassau, le 29 mars 2022.

La reine Élisabeth II visite les Bahamas pour la première fois, accompagnée du duc d'Édimbourg, dans le cadre de sa tournée des Caraïbes en 1966. Le couple royal effectue une nouvelle visite dans le pays en 1975 puis en 1977 à l'occasion du jubilé d'argent d'Élisabeth II. La reine et le prince Philip se rendent à Nassau pour la réunion des chefs de gouvernement du Commonwealth en octobre 1985. Finalement, ils visitent les Bahamas pour la dernière fois du 6 au 8 mars 1994.
D'autres membres de la famille royale vont régulièrement visiter le pays. En 1973, le prince Charles représente sa mère aux célébrations de l'indépendance. Le prince y passe aussi des vacances en 1982 avec son épouse Diana. En 2012, le prince Harry participe aux festivités organisées dans le pays à l'occasion du jublié de diamant d'Élisabeth II. La princesse Anne effectue une visite aux Bahamas en 2015, tout comme le comte et la comtesse de Wessex en 2016. Le prince William et son épouse Catherine visitent le pays en mars 2022 à l'occasion du jublié de platine d'Élisabeth II, lors d'une tournée des Caraïbes marquée par des manifestations hostiles à la monarchie.

## Avenir de la monarchie
Le maintien de la monarchie n'est pas un sujet de débat majeur aux Bahamas. En 2007, un sondage de la Commission constitutionnelle constate des « sentiments mitigés » sur la question, un nombre important de répondants étant indifférents. En 2020, l'ancien procureur général Sean McWeeney déclare que la transition du pays vers une république sera « inévitable » à un moment donné, mais qu'il n'y a pas encore de véritable appétit ou d'élan au sein de la population pour cela, ni de volonté politique générale. Il existe quelques partis républicains mineurs et relativement nouveaux, comme la Coalition des indépendants (en) (COI).
Toutefois, à la suite de la mort de la reine Élisabeth II, en septembre 2022, le Premier ministre Philip Davis déclare que le gouvernement envisage d'organiser un référendum sur la possibilité que les Bahamas deviennent une république. Le Premier ministre se heurte néanmoins aux réticences de la population, la majorité des Bahaméens étant favorable au maintien de la monarchie et n'ayant pas d'avis tranché sur l'instauration d'un régime républicain.